# Trnov
Trnov (německy Dornhof) je obec, která se nachází v okrese Rychnov nad Kněžnou v Královéhradeckém kraji. Žije zde 761 obyvatel.

## Části obce
- Trnov
- Houdkovice
- Zádolí
- Záhornice

## Historie
První písemná zmínka o obci pochází z roku 1388.

## Pamětihodnosti
- Římskokatolický filiální kostel Panny Marie s kaplí sv. Jana
- Evangelický kostel

## Galerie

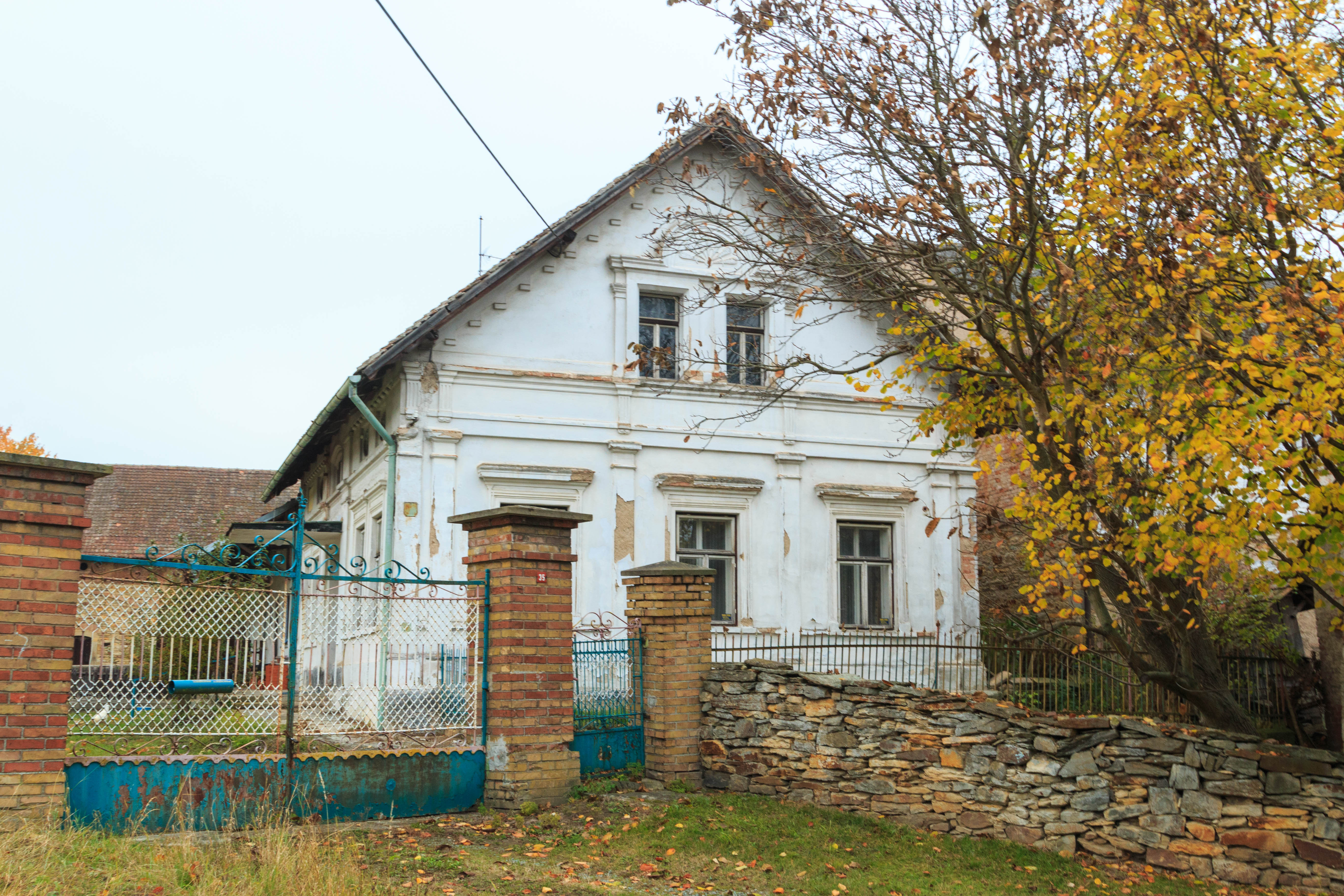
Trnov – čp. 35
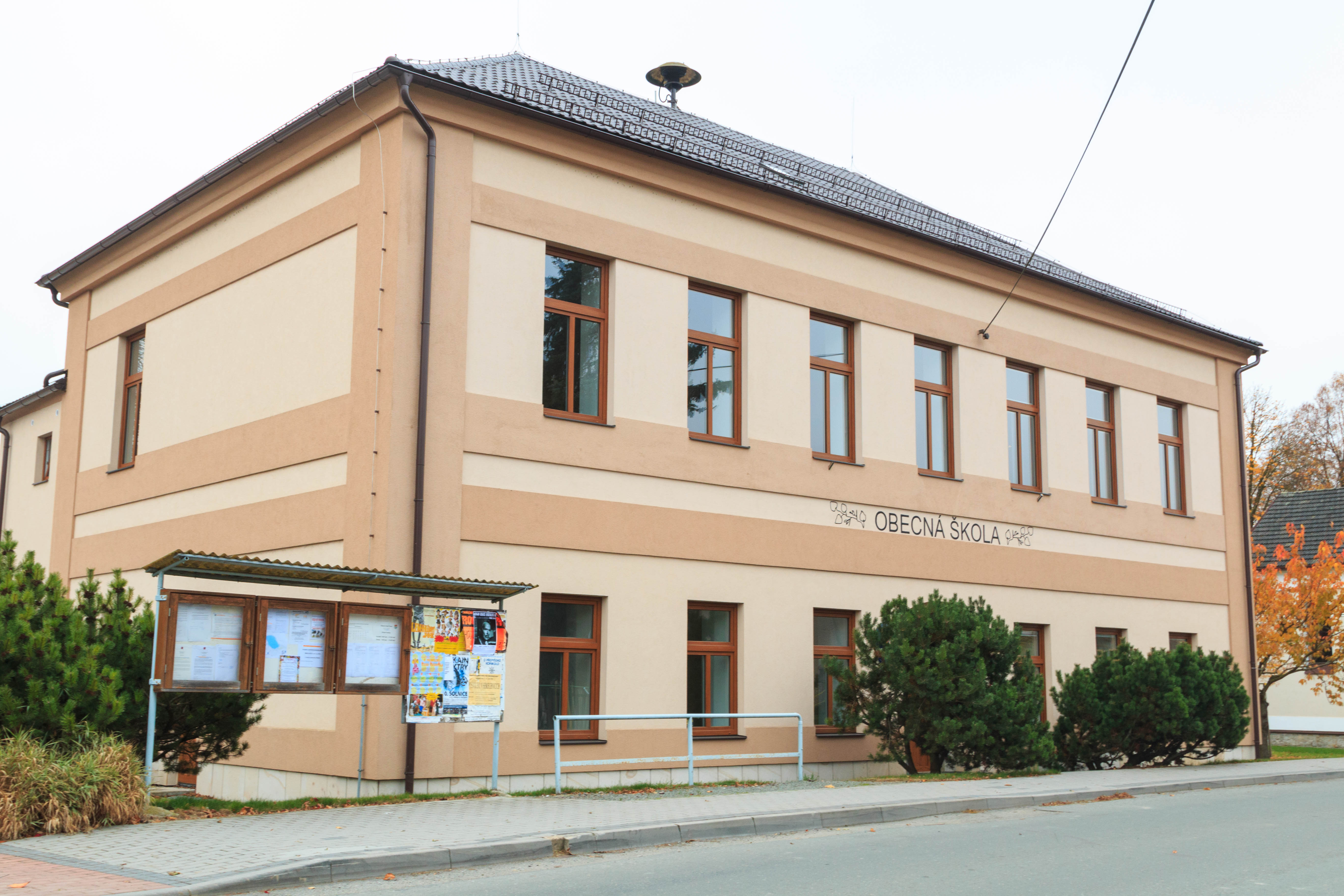
Trnov – obecní úřad
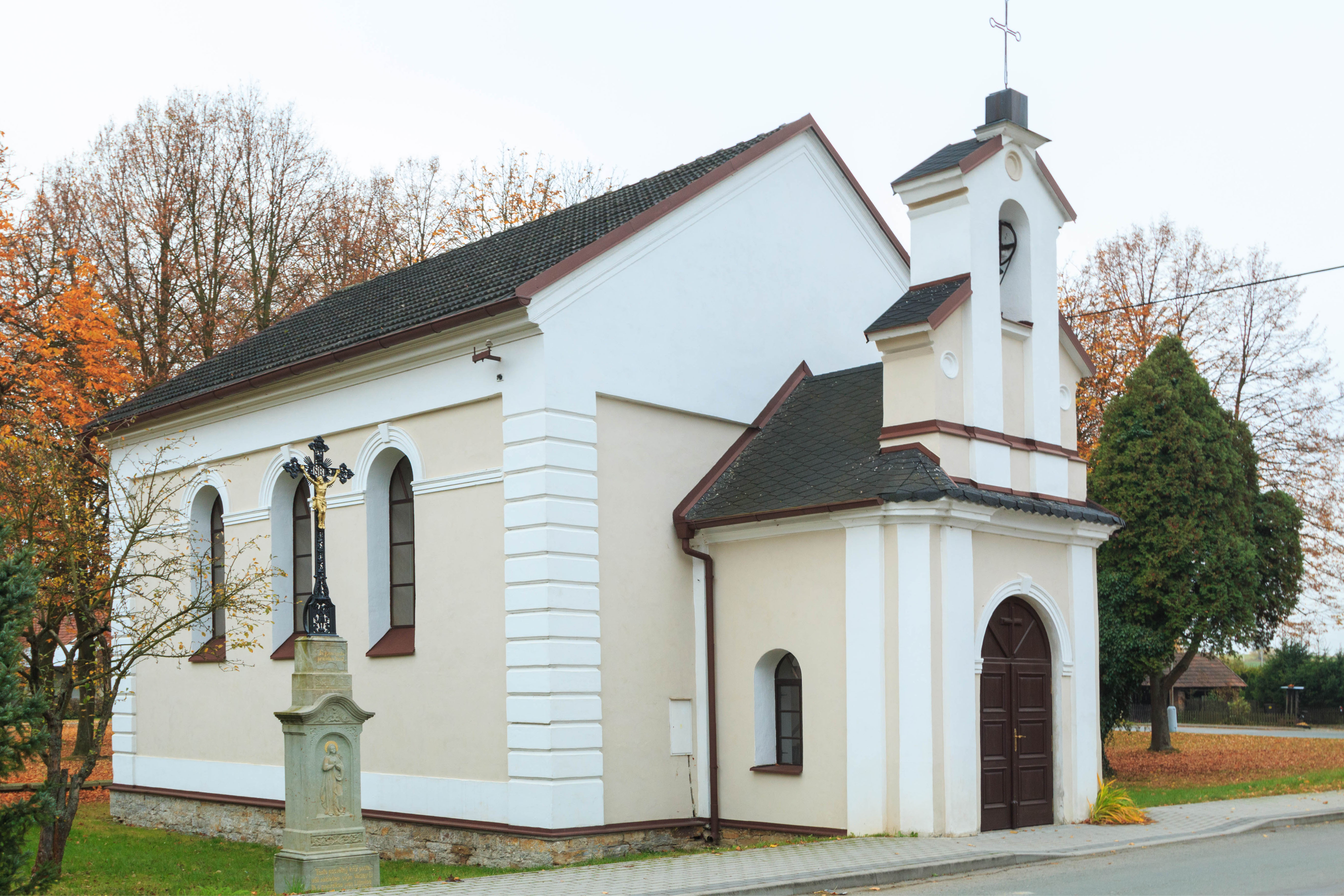
Trnov – kaple
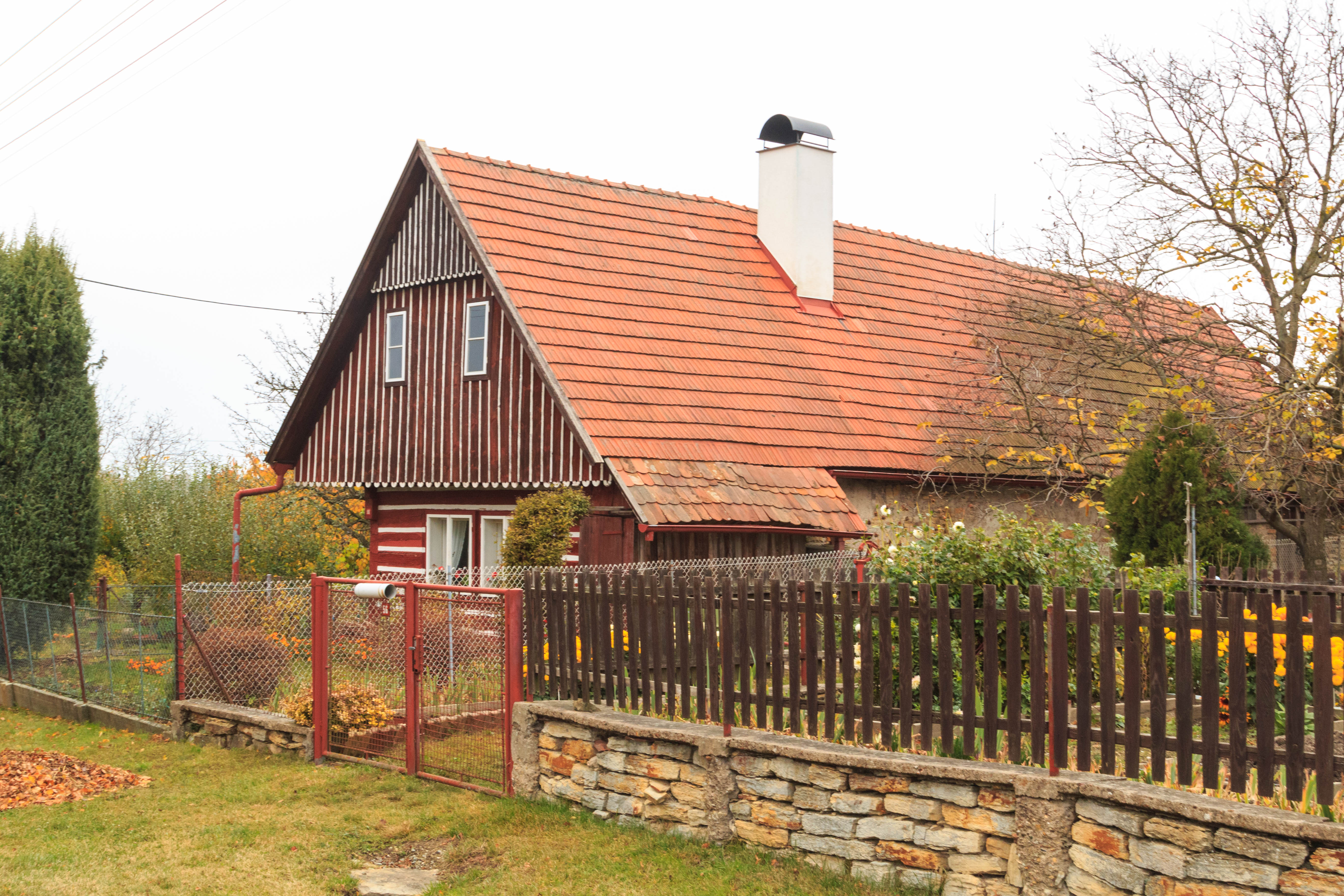
Trnov – čp. 55